# Amtsgericht Rheinbach

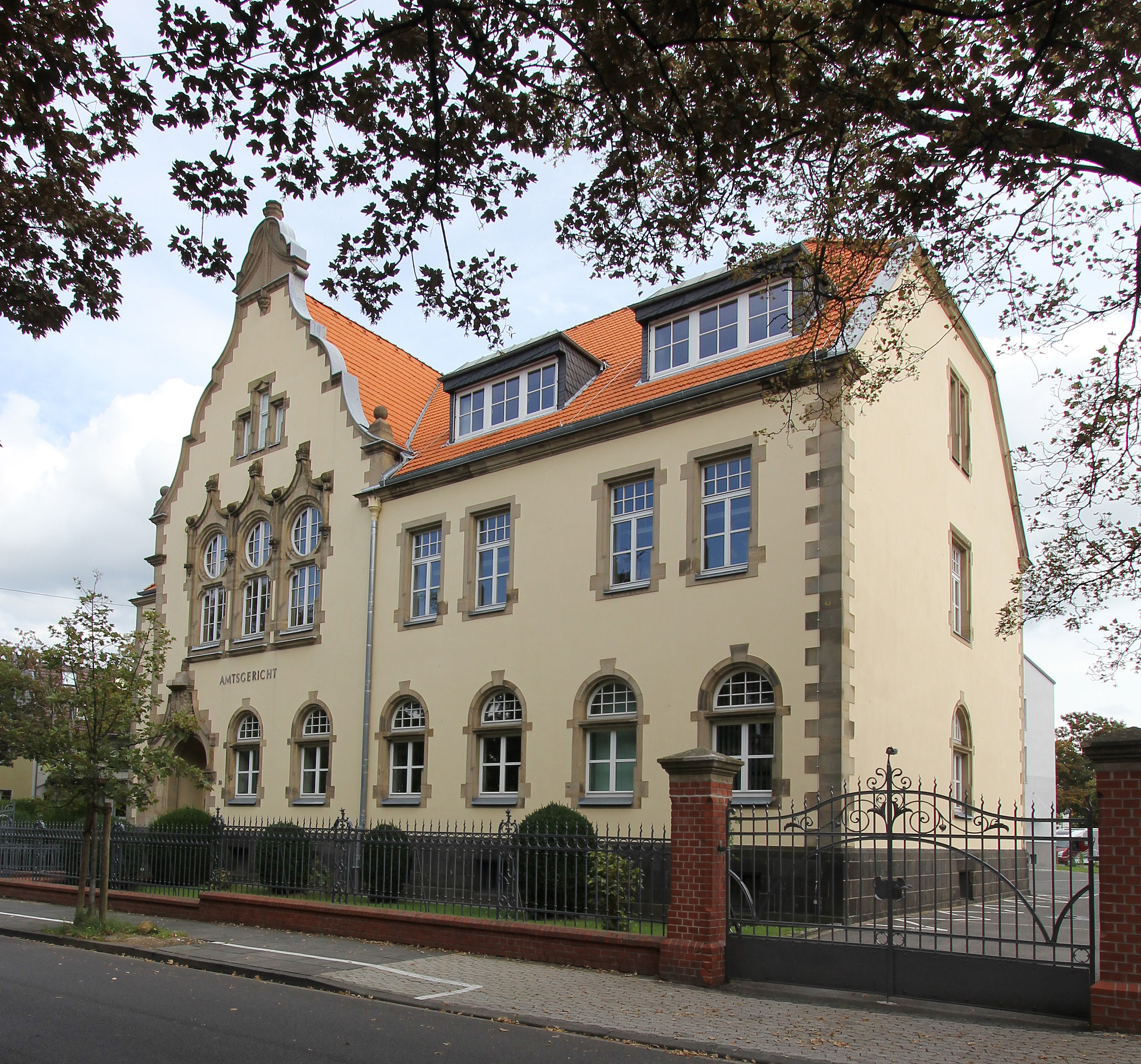
Amtsgericht Rheinbach

Das Amtsgericht Rheinbach ist das für die Städte Meckenheim und Rheinbach sowie die Gemeinde Swisttal im linksrheinischen Teil des Rhein-Sieg-Kreises zuständige Amtsgericht. In dem 367 km² großen Gerichtsbezirk leben rund 70.000 Menschen.

## Geschichte
Ein erstes Gericht in Rheinbach lässt sich bereits im 11. Jahrhundert nachweisen. Zunächst der Gerichtsbarkeit der Abtei Prüm unterstehend, wechselte diese mehrfach, bis Rheinbach zu Kurköln gehörte. Während der Herrschaft Napoleons bestand von 1792 bis nach dem Wiener Kongress (1814–1815) und der Schaffung des Kreises Rheinbach 1816 kein eigenes Gericht. Das ab 1816 als Friedensgericht bezeichnete neue Gericht in Rheinbach für die Bürgermeistereien in Adendorf, Ollheim, Rheinbach, Kuchenheim und Münstereifel existierte bis 1879, als im Rahmen der Verabschiedung des Gerichtsverfassungsgesetzes (verabschiedet am 27. Januar 1877, in Kraft getreten am 1. Oktober 1879) das Amtsgericht Rheinbach geschaffen wurde. Veränderungen ergaben sich danach durch verschiedene Kommunalreformen, so wurde der Kreis Rheinbach 1932 auf den Kreis Euskirchen und den Landkreis Bonn aufgeteilt, nach den Regelungen des Bonn-Gesetzes 1969 gehört Rheinbach nunmehr zum Rhein-Sieg-Kreis und das Amtsgericht erhielt seine aktuelle Zuständigkeit für Rheinbach, Meckenheim und die Gemeinde Swisttal. Das Gericht befindet sich in der Schweigelstraße, gegenüber der Stadtverwaltung Rheinbach.

## Übergeordnete Gerichte
Das dem Amtsgericht Rheinbach übergeordnete Landgericht ist das Landgericht Bonn, das wiederum dem Oberlandesgericht Köln untersteht.